# Mitología primitiva
Mitología primitiva (en inglés Primitive Mythology) es el primer volumen correspondiente a la tetralogía sobre mitología comparada Las máscaras de Dios escrita por el mitólogo, escritor y profesor estadounidense Joseph Campbell.

## Contenido
Mitología primitiva inaugura una obra destinada a ser un estudio comparativo de la mitología universal. Escrito en 1959, este primer tomo estudia los recursos espirituales del hombre prehistórico, esto es, las raíces primitivas de las mitologías del mundo.
El mundo primitivo es un ámbito en el que germinan los planteamientos campbellianos en torno a:
1. La psicología del mito.
2. La mitología de los plantadores primitivos que inventaron la agricultura.
3. La mitología de los cazadores primitivos (chamanismo, arte parietal).
4. La arqueología del mito.

Estas son las cuatro grandes partes en las que se organiza el libro.
El párrafo que cierra el volumen resume el contenido de la obra:

La mitología, y por tanto la civilización, es una imagen poética concebida en la profundidad, pero susceptible de interpretarse a distintos niveles. Las mentes superficiales ven en ella el escenario local; las más profundas, el primer plano del vacío; y en medio están todos los estadios del Camino desde lo étnico hasta la idea elemental, desde lo local hasta el ser universal, que es Cada Hombre, como él a la vez sabe y teme saber. Porque la mente humana, en su paso de la infancia a la madurez y a la vejez, en su dureza y en su delicadeza, en su diálogo continuo con el mundo, es la zona mitogenética última, la creadora y destructora, la esclava y, sin embargo, dueña de todos los dioses.

## Edición en castellano
- Campbell, Joseph (2017). Las máscaras de Dios. Volumen I. Mitología primitiva. Traducción Isabel Cardona, nueva edición en castellano revisada por la Joseph Campbell Foundation en 2016 donde se han actualizado todos aquellos datos que los nuevos descubrimientos arqueológicos y antropológicos habían rectificado desde su primera publicación con el fin de conservar toda su vigencia científica como libro de referencia. Revisión Sydney Yeager, Andrew Gurevich y Santiago Celaya, 704 páginas. Colección Memoria mundi, cartoné (Quinta edición). Vilaür: Ediciones Atalanta. ISBN 978-84-946136-3-0.
- Campbell, Joseph (1991). Las máscaras de Dios. Mitología primitiva. Traducción Isabel Cardona (descatalogado). Madrid: Alianza Editorial. ISBN 978-84-206-9621-8.

- Datos: Q29033130